# Acnistus
Genre
Acnistus est un genre de plantes de la famille des Solanaceae. 

## Liste d'espèces

### SelonITIS
- Acnistus arborescens (L.) Schlecht.
- Acnistus cauliflorus (N. J. Jacquin) H. W. Schott

### Autres espèces
- Acnistus australis (Griseb.) Griseb